# Европско првенство у атлетици у дворани 1971 — штафета 4 х 200 метара за жене
Такмичење штафета на 4 х 200 метара у женској конкуренцији на другом Европском првенству у атлетици у дворани 1971. одржано је у Фестивалској дворани у Софији 13. марта.
Ова штафета је на првим такмичењима у дворани позната и под именом 4 х 1 круга, јер у почецима дворанских атлетских такмичења све доворане нису имале прописану дужину кружне стазе од 200 метара, па се није могла звати 4 х 200 м јер је круг био мањи. Резултати постигнути на краћим стазама се нису могли уврстити у рекорде штафете 4 х 200 м. На овом такмичењу кружна стаза је износила 200 метара.
Титулу освојену у Бечу 1970. одбранила је штафета Совјетског Савеза.
Учествовало је 12 такмичарки у 3 штафете у исто толико земаља.

## Рекорди
Извор:
| Рекорди пре почетка Европског првенства у дворани 1971.     | Рекорди пре почетка Европског првенства у дворани 1971.               | Рекорди пре почетка Европског првенства у дворани 1971. | Рекорди пре почетка Европског првенства у дворани 1971. | Рекорди пре почетка Европског првенства у дворани 1971. | Рекорди пре почетка Европског првенства у дворани 1971. |
| ----------------------------------------------------------- | --------------------------------------------------------------------- | ------------------------------------------------------- | ------------------------------------------------------- | ------------------------------------------------------- | ------------------------------------------------------- |
| Светски рекорд                                              | Надежда Бесфамилна, Вера Попкова, Галина Бухарина, Људмила Самотесова | Совјетски Савез                                         | 1:35,7                                                  | Беч, Аустрија                                           | 14. март 1970.                                          |
| Европски рекорд у дворани                                   | Надежда Бесфамилна, Вера Попкова, Галина Бухарина, Људмила Самотесова | Совјетски Савез                                         | 1:35,7                                                  | Беч, Аустрија                                           | 14. март 1970.                                          |
| Рекорди европских првенстава                                | Надежда Бесфамилна, Вера Попкова, Галина Бухарина, Људмила Самотесова | Совјетски Савез                                         | 1:35,7                                                  | Беч, Аустрија                                           | 14. март 1970.                                          |
| Рекорди после завршеног Европског првенства у дворани 1971. |                                                                       |                                                         |                                                         |                                                         |                                                         |
| Нових рекорда није било                                     |                                                                       |                                                         |                                                         |                                                         |                                                         |

## Резултати
Због малог броја учесника одржана је само финална трка, а све три штафете су освојиле по медаљу.

### Коначан пласман
| Пласман | Атлетичар                                                                     | Земља           | Резултат | Белешка |
| ------- | ----------------------------------------------------------------------------- | --------------- | -------- | ------- |
|         | Марина Никифорова, Татјана Кондрашева, Људмила Аксјонова, Наталија Чистјакова | Совјетски Савез | 1:37,1   |         |
|         | Анелија Вилден, Елфгард Шитенхелм, Анегрет Кронингер, Кристине Такенберг,     | Западна Немачка | 1:37,6   |         |
|         | Иванка Венкова, Иванка Кошничарска, Софка Казанџева, Моника Бобчева           | Бугарска        | 1:39,7   |         |

## Укупни биланс медаља у трци 4 х 200 метара за жене после 2. Европског првенства у дворани 1970—1971.
|    | Земља           |   |   |   |   |
| -- | --------------- | - | - | - | - |
| 1. | Совјетски Савез | 2 | 0 | 0 | 2 |
| 2. | Западна Немачка | 0 | 2 | 0 | 2 |
| 3. | Аустрија        | 0 | 0 | 1 | 1 |
| 3. | Бугарска        | 0 | 0 | 1 | 1 |
|    | Укупно {4}      | 2 | 2 | 2 | 6 |

|    | Атлетичар         | Земља           |   |   |   |   |
| -- | ----------------- | --------------- | - | - | - | - |
| 1. | Елфгард Шитенхелм | Западна Немачка | 0 | 2 | 0 | 2 |
| 1. | Анелија Вилден    | Западна Немачка | 0 | 2 | 0 | 2 |
| 1. | Анегрет Кронингер | Западна Немачка | 0 | 2 | 0 | 2 |